# Histoire de Monaco pendant la Seconde Guerre mondiale
Pour un article plus général, voir Histoire de Monaco.
Monaco est neutre au début de la Seconde Guerre mondiale. Le prince Louis II qui a combattu comme capitaine dans l'armée française pendant la Première Guerre mondiale et à qui l'armée a accordé le grade de général de division en 1939, se rapproche alors du régime de Vichy, craignant une occupation italienne. Malgré sa neutralité, la principauté entretient des liens financiers importants avec le Troisième Reich depuis les années 1930 et cela va continuer pendant la guerre. À la suite du débarquement allié en Afrique du Nord et de l'invasion de la zone libre française qui suit par les forces de l'Axe, Monaco est d'abord occupée par les Italiens en novembre 1942, puis par les Allemands en septembre 1943, après la capitulation italienne, et enfin par les troupes américaines et les FFI au tout début du mois de septembre 1944. Les autorités monégasques étaient alors considérées comme collaboratrices au point que pendant quatre mois, les résistants communistes y prirent le pouvoir, dans l'objectif d'épurer la Principauté.

## Collaboration
L'arrivée des troupes italiennes en juin 1940 inquiète le prince à titre personnel. Il craint une annexion et une destitution. Il se rapproche du gouvernement de Vichy. C'est à Pierre Laval et au maréchal Pétain (dont il a embauché l'ancien aide de camp) qu'il demande, avec succès, assistance. Le prince Louis II fait passer les mêmes lois que le gouvernement de l’État français sur les Juifs. Malgré le souhait des fascistes italiens de récupérer l'ancien comté de Nice, la zone d'occupation italienne s'arrête à Menton, à la limite de Monaco. 
La principauté de Monaco exercera envers le Troisième Reich ce qui sera nommé plus tard une étrange neutralité. Des liens financiers avec les Nazis existaient depuis 1936, quand le ministre des finances allemand Hjalmar Schacht avait rendu visite au prince pour mettre en place une collaboration financière à partir de banques allemandes. L'intérêt d'avoir des liens financiers était mutuel. La prospérité et l'indépendance de la Principauté en profitaient. Le Reich diversifiait ses interfaces de financement. Par la Suisse et par Monaco, l’Allemagne nazie a réussi à contourner les embargos imposés par les Alliés. Le 25 juin 1943, Louis II offre un banquet au consul d'Allemagne ; il nomme le docteur Bernhard Bodenstein, un membre du Parti nazi, consul de Monaco à Berlin. Des Allemands prennent des participations dans la Société des bains de mer (SBM).
À la suite du débarquement allié en Afrique du Nord, les Allemands et les Italiens envahissent la zone libre. Les Italiens occupent alors le sud-est français (Dauphiné, la majeure partie de la Provence, le comté de Nice) et Monaco. En septembre 1943, à la suite de l'armistice signé entre l'Italie et les Alliés, les Allemands occupent toute la zone d'occupation italienne dont Monaco.

## Propagande
Radio Monte-Carlo (RMC) est lancée le 1er juillet 1943. Maurice Chevalier inaugure une radio « au service de l'Europe nouvelle » sous le contrôle du ministère des affaires étrangères allemand. L'Allemagne nazie tire profit de cet allié en établissant sur le territoire monégasque sa deuxième station de radio de propagande après Radio Paris.
À cette époque, le capitaine Jean Ardant, le père de l’actrice Fanny Ardant, précepteur de Rainier III, quitte le palais princier « écœuré des tripotages d'argent et des intrigues politiques », écrit le consul de France de l'époque.

## Argent nazi
Depuis le début de la guerre, des dizaines de sociétés allemandes se sont installées ; les financements nazis affluent dans la principauté. Après une période de disette financière, depuis la fin de son monopole des jeux sur la Côte d'Azur en 1933, la principauté de Monaco retrouve une période financièrement faste. 
En mars 1942, le docteur Schäfer, président du service de contrôle du Reich à la Banque de France, reçoit un accueil princier à Monaco dans la perspective d’installer sur le Rocher une banque allemande filiale et non succursale de la Reichsbank ou de la Deutsche Bank. Dès lors, Monaco est devenue une capitale de tous les trafics, des marchés noirs et des fraudes, pas uniquement fiscales. 
Le financier Mandel Szkolnikoff, qui a fait une fortune rapide et colossale en commerçant avec l'armée allemande et la SS, va ainsi acquérir 7 hôtels dont le Windsor et le Louvre, plusieurs immeubles et villas, devenant le premier propriétaire foncier de la Principauté. Il mènera également une grande partie de ses activités et trafics au travers de sociétés monégasques.   
Pendant la Seconde Guerre mondiale, les Allemands commerçant avec Vichy effectuent un grand nombre de placements à Monaco, à tel point qu'en 1945, lorsque l'on séquestre l'argent allemand, on découvre sur la principauté une somme qui correspondrait aujourd'hui à 500 millions de francs suisses (environ 300 millions d'euros), somme équivalente à celle saisie sur l'ensemble du territoire français.

## Libération
À la Libération, Monaco est occupée le 3 septembre 1944 par les troupes américaines et les FFI après quelques jours d'escarmouche avec les Allemands et de tirs de la marine alliée sur les hauteurs de Beausoleil, de La Turbie et du fort d'Agel.
Exigée par les résistants communistes qui investissent Monaco le 6 septembre 1944, l'épuration y sera rude, comme le raconte Raymond Aubrac, commissaire de la République pour le sud-est. Le ministre d'État (chef du gouvernement) Émile Roblot doit quitter ses fonctions quelques semaines après la Libération ; le prince Louis II redoute d'être renversé et envisage de céder le trône à son petit-fils Rainier, alors âgé de 21 ans.
La Résistance suggère à Raymond Aubrac que la France annexe la principauté mais Charles de Gaulle refuse et, grâce à une négociation de Louis II avec la France, le 28 septembre 1944, le prince héréditaire Rainier s’engage dans l’armée française au 7e régiment de tirailleurs algériens des troupes d’Afrique française et prend part aux opérations de la campagne d’Alsace,. Il est décoré de la Croix de guerre 1939-1945 et de la Bronze Star américaine. En 1947, il est nommé chevalier de la Légion d'honneur à titre militaire.

## Mémoire
Le 27 août 2015, le prince Albert II de Monaco inaugure une stèle au cimetière de Monaco, en l'honneur des quarante-trois juifs étrangers qui ont été raflés par l'occupant allemand dans les hôtels monégasques, la nuit du 27 au 28 août 1942. Deux soldats britanniques de la Première Guerre mondiale y sont aussi enterrés,.

## Sources
- Denis Torel (Texte) et Fernand Detaille (Photothèque), Monaco sous les barbelés, Beate et Serge Klarsfeld, 1996[8].
- Monaco, une étrange neutralité, documentaire de Pierre Abramovici, diffusé sur Arte le 26 mai 1999.
- Un rocher bien occupé : Monaco pendant la guerre de 1939-1945, Pierre Abramovici, Le Seuil, 2001  (ISBN 2020372118)  (ISBN 978-2020372114).
- Frédéric Laurent, Le Prince sur son Rocher, Fayard, 2003 (ISBN 978-2-213-61340-6) Extraits[9]
- Monaco sous l'Occupation, Pierre Abramovici, Nouveau Monde, 2015   (ISBN 978-2-36942-323-2)  (ISBN 978-2-9551419-3-9)
- Opération d'Encre et d'Azur, Roman historique inspiré des travaux de Pierre Abramovici: Opération d'Encre et d'Azur[10],Ed.Balland, Laurence Dionigi[11], 2018 (ISBN 978-2-940556-93-9)
- Monaco et la guerre, Documentaire 2018 Tataouine Productions[12] Frédéric Laurent (auteur), Jérémie Laurent (réalisateur). Co-production : Direction de la Communication du Gouvernement Princier, la Société pour la Gestion des Droits d'Auteur (SOGEDA) et l'Administration des Biens de S.A.S. le Prince Souverain[13]. Extraits en ligne : , ,  et . Interview. Commentaire[14].